# Siegfried Kühl

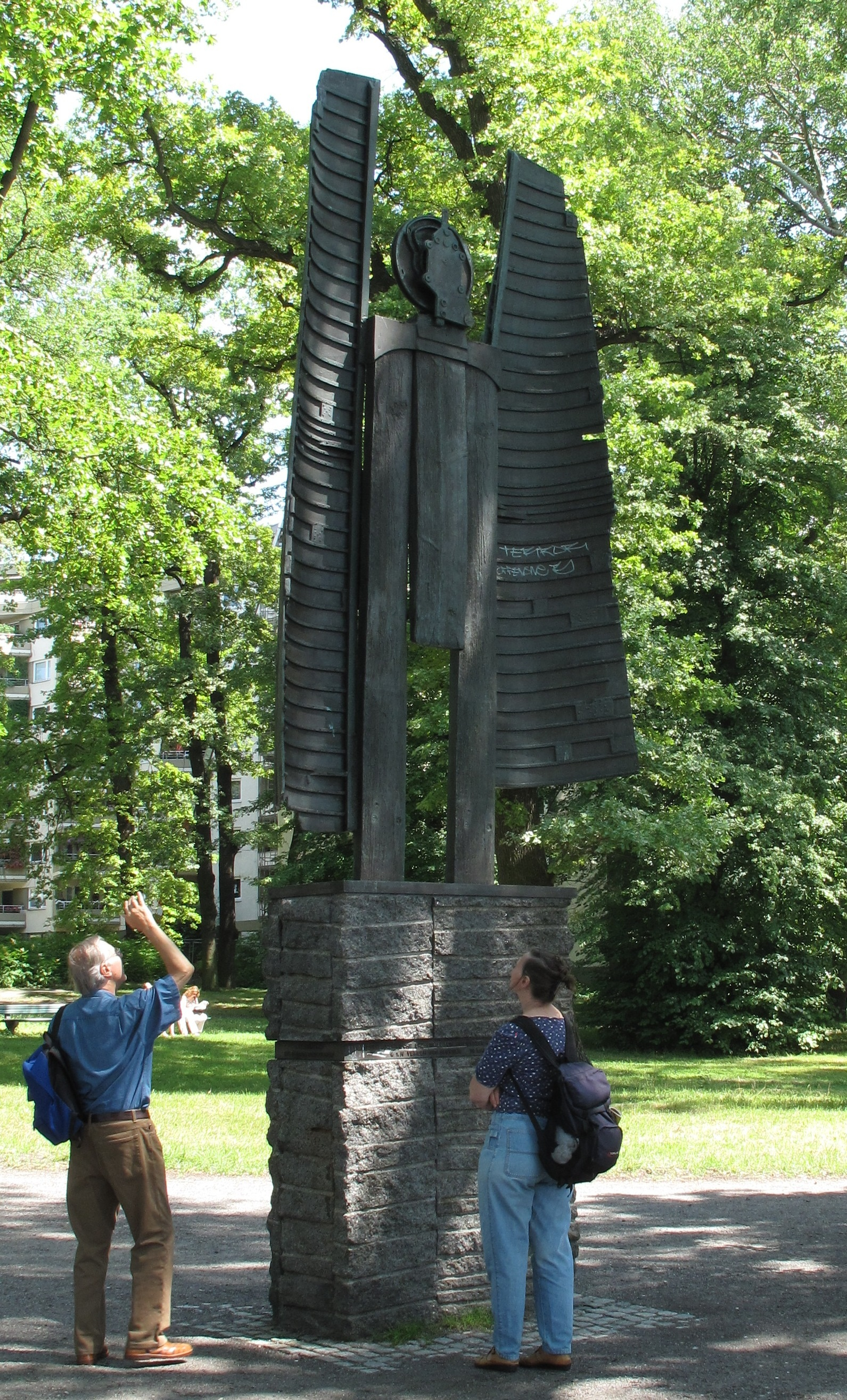
„Der archaische Erzengel von Heiligensee“, eine 1989 enthüllte Arbeit Siegfried Kühls zum Gedenken an Hannah Höch

Siegfried Kühl (* 2. Oktober 1929 in Berlin; † 27. Juli 2015 ebendort) war ein deutscher Künstler.

## Leben
Siegfried Kühl aus Berlin-Pankow studierte von 1945 bis 1952 an der Hochschule für Bildende Künste Berlin (HFBK) und legte dort sein Staatsexamen ab. Danach arbeitete er von 1952 bis 1992 als Lehrer für Kunsterziehung an der Schulfarm Insel Scharfenberg in Berlin. In Berlin war er des Öfteren in der Umgebung der Havel in Heiligensee anzutreffen, wo er sich der Malerei und der Zeichnung der Natur widmete. Er arbeitete außer in Berlin auch auf der Insel Korsika.
Er war Mitbegründer der Internationalen Bildnerischen Werkstatt Scheersberg.

## Auszeichnungen
Kühl war Träger der Humboldt-Medaille für Kunst und Wissenschaft. Ferner erhielt er mehrere Kunstpreise.